# Infanterie-Division Denecke
Die Infanterie-Division Denecke war eine deutsche Infanterie-Division des Heeres im Zweiten Weltkrieg im Wehrkreises XI.

## Divisionsgeschichte

### Division Nr. 471
Die Division Nr. 471 wurde Ende September 1942 in Hannover (Wehrkreis XI) als Ersatztruppenteile für die nach Belgien verlegten 171. Reserve-Division und 191. Reserve-Division aufgestellt. Anfang 1945 erfolgte die Umwandlung in eine Infanterie-Division.

### 471. Ersatz-Division
Die 471. Ersatz-Division wurde im Januar 1945 als Gneisenau-Einheit und Ersatztruppe der Division Nr. 471 unter der Führung des Generalleutnant Erich Denecke, ehemaliger Kommandeur der 246. Infanterie-Division und der Division Nr. 471, aufgestellt. Während ihres Einsatzes unterstand die Division der Heeresgruppe Weichsel.
Die Division wurde nach Schneidemühl verlegt, erlitt aber bereits bei der Verlegung Verluste durch bereits weit vorgestoßene russische Truppen. Es folgte die Verlegung nach Stargard und dort die Eingliederung weiterer versprengter Truppenteile.

### Infanterie-Division Denecke
Durch den neuen Auftrag kam die Einheit in Pommern, insbesondere im Raum Pyritz südöstlich von Stettin, zum Einsatz, ebenso bei Kämpfen um den Madü- und Plön-See. Die in Pommern agierende Division wurde auch Infanterie-Division Denecke bezeichnet. Bis Mitte Februar 1945 sicherte sie im Brückenkopf Greifenhagen, dann kehrte sie nach Pyritz zurück. Am 1. März 1945 wurden die Einheiten der Division u. a. in die 549. Volks-Grenadier-Division eingegliedert. Hierfür wurde das Grenadier-Ersatz-Regiment 561, das Artillerie-Ersatz-Regiment 13, das Pionier-Ersatz-Bataillon 4 und die Bau-Pionier-Ersatz- und Ausbildungsabteilung 11 zur 3. Panzerarmee an die Oder gesandt. Die restlichen Einheiten verlegten zur 1. Fallschirm-Armee an die Westfront. Mit der Eroberung von Hannover durch die Alliierten im April 1945 war formal die Division aufgelöst.

## Gliederung
471. Ersatz-Division
- Grenadier-Ersatz-Regiment 551
- Grenadier-Ersatz-Regiment 561
- Grenadier-Ersatz-Regiment 571
- Artillerie-Ersatz-Regiment 13
- Aufklärungs-Ersatz-Abteilung 14
- Panzer-Pionier-Ersatz-Bataillon 19
- Pionier-Ersatz-Bataillon 4
- Bau-Pionier-Ersatz- und Ausbildungs-Abteilung 11
- Fahr-Ersatz- und Ausbildungs-Abteilung 11
- Kraftfahr-Ersatz- und Ausbildungs-Abteilung 11

Infanterie-Division Denecke
- Regiments-Stäbe aus Hannover und Halberstadt
- Kampfgruppe 4/XI (mit fünf Kompanien) aus Hannover
- Kampfgruppe 5/XI (mit fünf Kompanien und einer Pionier-Kompanie) aus Braunschweig
- Kampfgruppe 9/XI (mit fünf Kompanien) aus Halberstadt
- Kampfgruppe 10/XI (mit fünf Kompanien) aus Braunschweig
- Kampfgruppe 16/XI

## Kommandeur
- Generalleutnant Erich Denecke: von der Aufstellung bis Februar 1945
- Generalleutnant Ernst Häckel: Februar 1945 bis zur Auflösung

## Quelle
- Denecke, Erich (1945). Kriegstagebuch der "Gneisenau-Division" des Wehrkreises XI (Division Denecke) – 549. Volks-Grenadier-Division, Hildesheim.